# إلوبيات الشكل
إلوبيات الشكل (الاسم العلمي: Elopomorpha) هي طبقة من الأسماك تتبع صنف شعاعيات الزعانف من طائفة الأسماك العظمية.

## رتب
- الإلوبيات (الاسم العلمي:Elopiformes)
- الأنقليسيات (الاسم العلمي:Anguilliformes)
- الألبوليات (الاسم العلمي:الأسماك العظمية)
- الأنقليسيات المبتلعة (الاسم العلمي:أنقليسيات مبتلعة)